# Richmond (Nieuw-Zeeland)
Richmond is een plaats in Nieuw-Zeeland, in de regio Tasman, in het noorden van het Zuidereiland. In 2001 had Richmond een inwoneraantal van 12.912. Alhoewel Richmond buiten de stadsgrenzen van Nelson (stad) ligt, wordt het in het algemeen gezien als deel van "Greater Nelson". De plaats is populair bij forenzen.
Richmond werd in juni 1842 op de kaart gezet toen de New Zealand Company er een nederzetting plande. De plaats heeft zijn naam gekregen naar aanleiding van een van de vroege inwoners die uit Richmond upon Thames in Engeland kwam. 

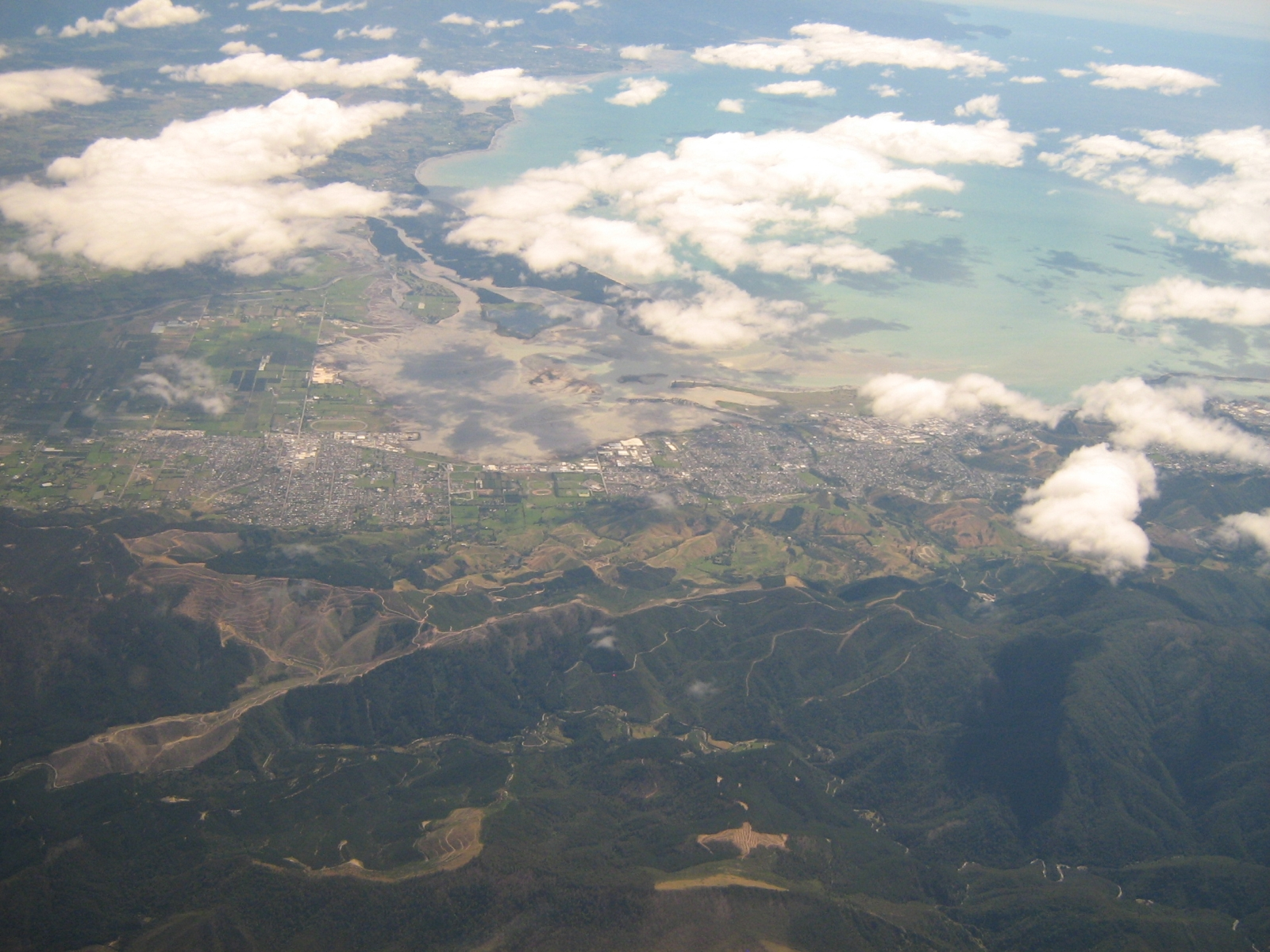
Richmond en Nelson, gezien vanuit het zuidoosten
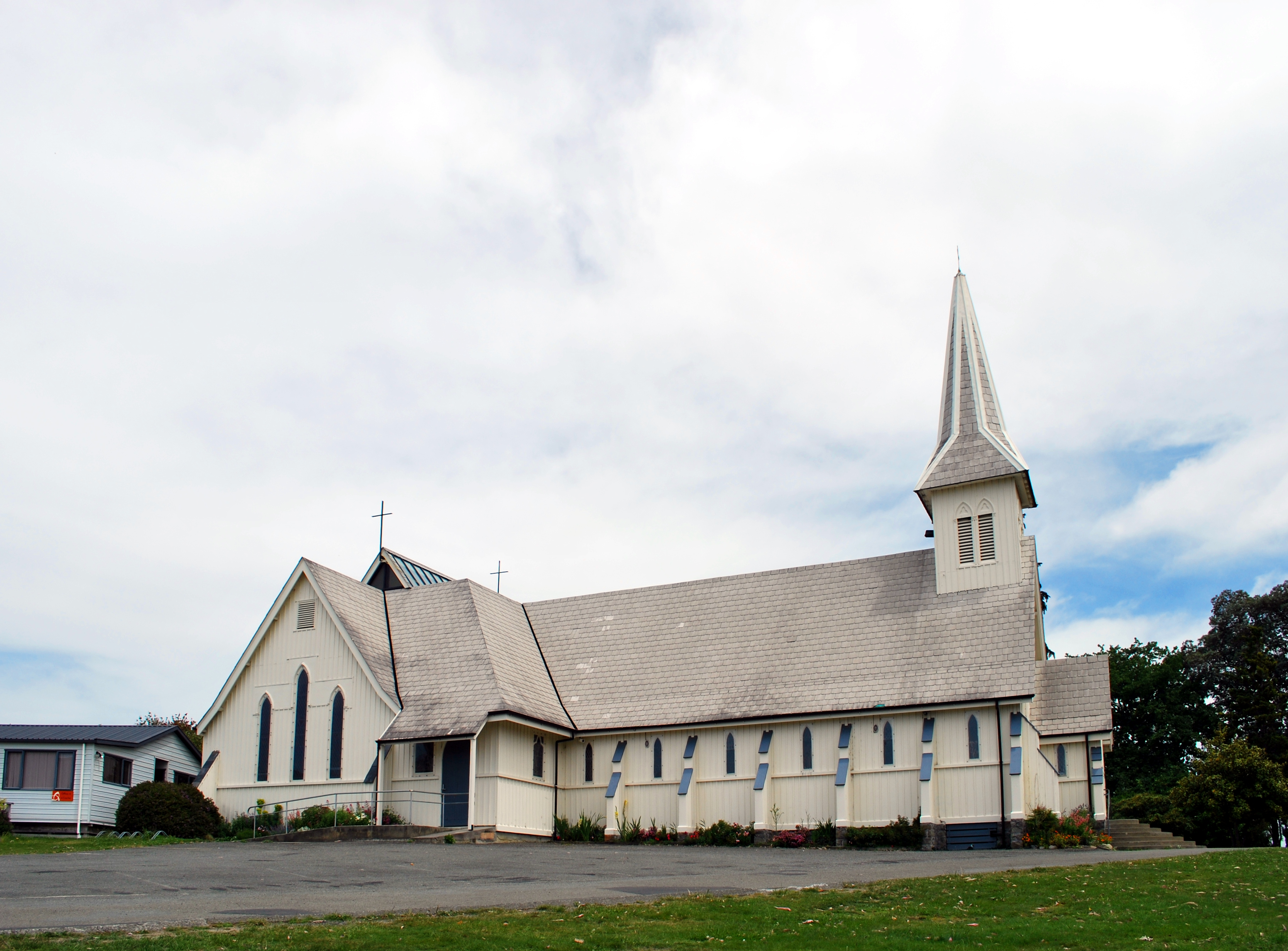
Anglicaanse kerk in Richmond